# Zealia
Zealia war ein britischer Hersteller von Automobilen.

## Unternehmensgeschichte
Brian Wilkinson gründete 1996 das Unternehmen in Cambridge in der Grafschaft Cambridgeshire. Er begann mit der Produktion von Automobilen und Kits. Der Markenname lautete Zealia. 1999 endete die Produktion. Insgesamt entstanden etwa 15 Exemplare.

## Fahrzeuge
Das einzige Modell war eine Nachbildung des Jaguar E-Type in der Ausführung Lightweight. Die Motoren kamen von Jaguar Cars, die Radaufhängungen vom Jaguar E-Type, die Fünfganggetriebe von Getrag. Die Karosserie bestand überwiegend aus Aluminium, nur einige Teile wie Motorhaube, Türen, hintere Kotflügel, Kofferraumdeckel und Hardtop aus Fiberglas.